# كريستيان زيتليتز بريتفيل
كريستيان زيتليتز بريتفيل (بالنرويجية: Christian Zetlitz Bretteville ‏) (17 نوفمبر 1800 – 24 فبراير 1871) سياسي نرويجي.
تولى منصب رئيس الوزراء في  النرويج من 1858 إلى 1859 وفي عام 1861.
وتولى عدة مناصب في الحكومة النرويجية بين عامي 1850 و1871.
كما كان عمدة مدينة كريستيانا.